# Cícero
Marco Túlio Cícero (em latim: Marcus Tullius Cicero, em grego clássico: Κικέρων; romaniz.: Kikerōn; 106 – 43 a.C.) foi um advogado, político, escritor, orador e filósofo da gens Túlia da República Romana eleito cônsul em 63 a.C. com Caio Antônio Híbrida. Era filho de Cícero, o Velho, com Élvia e pai de Cícero, o Jovem, cônsul em 30 a.C., e de Túlia. Cícero nasceu numa rica família municipal de Roma de ordem equestre e foi um dos maiores oradores e escritores em prosa da Roma Antiga.
Sua influência na língua latina foi tão imensa que se acredita que toda a história subsequente da prosa, não apenas no Latim, como nas línguas europeias, no século XIX seja ou uma reação a seu estilo ou uma tentativa de retornar a ele. Segundo Michael Grant, "a influência de Cícero sobre a história da literatura e das ideias europeias em muito excede a de qualquer outro escritor em prosa de qualquer língua". Cícero introduziu os romanos às principais escolas da filosofia grega e criou um vocabulário filosófico latino (inclusive com neologismos como evidentia, humanitas, qualitas, quantitas e essentia), destacando-se como tradutor e filósofo.
A redescoberta das cartas de Cícero por Petrarca é geralmente considerada como um dos eventos iniciais do Renascimento, no século XIV, nos assuntos públicos, humanismo e na cultura romana clássica. Segundo o historiador polonês Tadeusz Zieliński, "o Renascimento era, acima de tudo, um reavivamento de Cícero e, apenas depois dele e através dele, do resto da antiguidade clássica". O pico da autoridade e prestígio de Cícero se deu durante o Iluminismo no século XVIII e seu impacto sobre os principais pensadores iluministas, como John Locke, David Hume e Montesquieu, foi substancial. Suas obras estão entre as mais influentes da cultura europeia e ainda hoje constituem um dos mais importantes corpus de material primário para obras e revisões sobre a história da Roma Antiga, especialmente sobre os últimos dias da República Romana.
Embora tenha sido um dotado orador e um advogado de sucesso, Cícero acreditava que sua carreira política era sua conquista mais importante. Foi durante seu consulado que a Segunda Conspiração de Catilina tentou derrubar o governo romano através de um ataque por forças estrangeiras e Cícero suprimiu a revolta executando cinco dos conspiradores sem o devido processo legal. Durante a caótica segunda metade do século I a.C., marcada pelas sucessivas guerras civis e pela ditadura de Júlio César, Cícero liderou a campanha pelo retorno do governo republicano. Logo depois da morte de César, Cícero se destacou como inimigo de Marco Antônio nas lutas pelo poder que se seguiram, atacando-o numa série de discursos. Acabou proscrito como inimigo do estado pelo Segundo Triunvirato e consequentemente executado por soldados por sua ordem em 43 a.C., depois de ser interceptado numa tentativa de fugir da península Itálica. Suas mãos e sua cabeça foram, como vingança final de Antônio, exibidas no Fórum Romano.

## Vida pessoal

### Primeiros anos

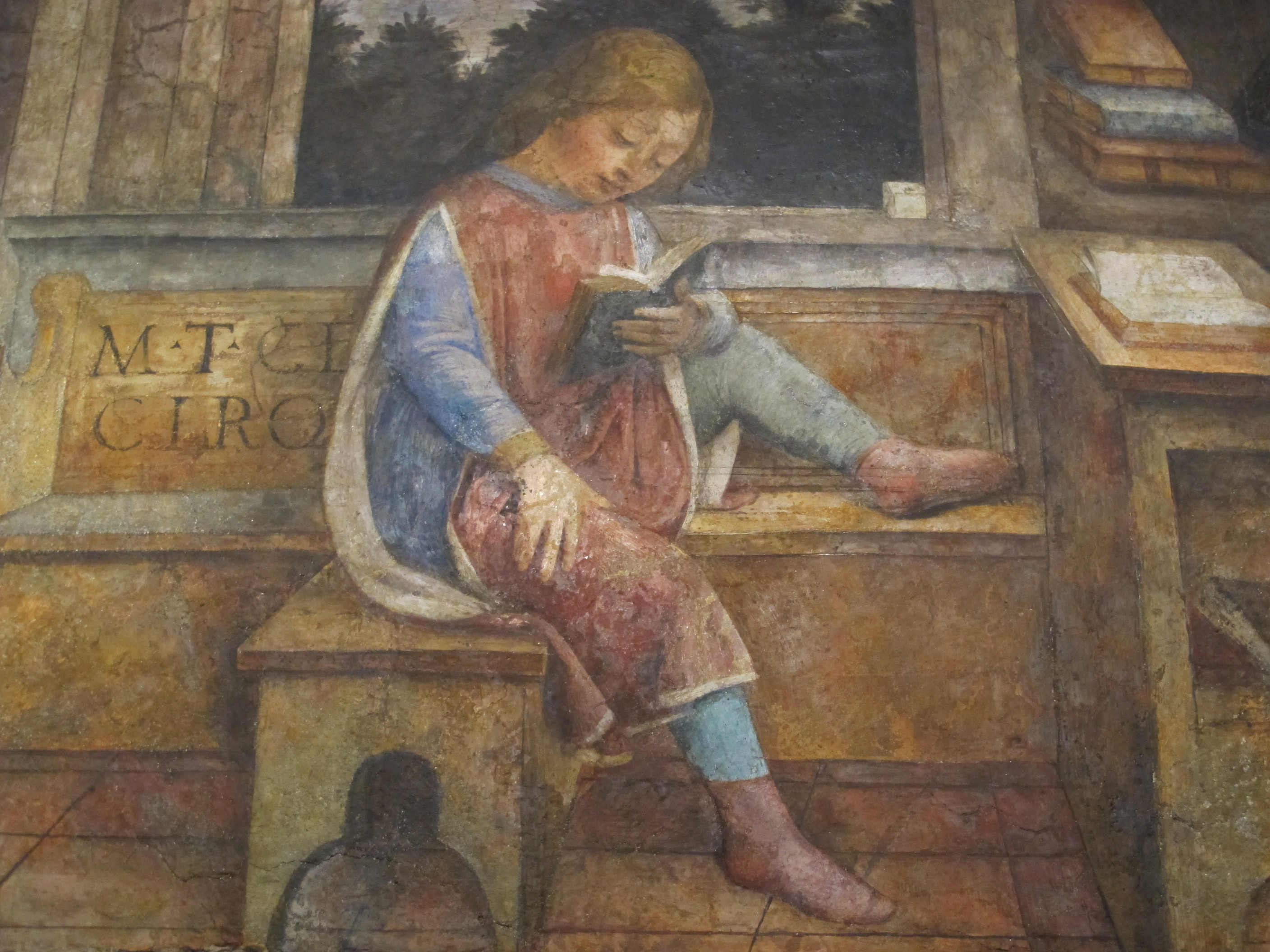
"Jovem Cícero Lendo".
Afresco de 1464. Por Vincenzo Foppa, atualmente na Wallace Collection, em Londres

Cícero nasceu em 106 a.C., em Arpino, uma cidade montanhosa a 100 quilômetros para o sudeste de Roma. Seu pai era um rico membro da ordem equestre e possuía boas relações em Roma. Porém, sendo semi-inválido, não pôde entrar na vida pública, mas estudou extensivamente para compensar. Embora pouco se saiba sobre Élvia, a mãe de Cícero, era comum que as esposas de importantes cidadãos romanos fossem responsáveis pela administração da casa. O irmão de Cícero, Quinto, escreveu em uma carta que ela era uma dona de casa muito parcimoniosa.
O cognome de Cícero, seu sobrenome pessoal, vem da palavra latina para grão-de-bico, "cicer". Plutarco explica que o nome foi originalmente dado a um dos ancestrais de Cícero que tinha uma fenda na ponta de seu nariz parecido com um grão-de-bico. Porém, é mais provável que os ancestrais de Cícero tenham prosperado pelo cultivo e venda de grãos-de-bico. Os romanos geralmente escolhiam cognomes pessoais muito práticos: os famosos nomes dos Fábios, Lêntulos e Pisões também eram originários dos nomes latinos para favas, lentilhas e ervilhas. Plutarco escreve que Cícero foi orientado a mudar seu nome quando entrou na política, mas recusou, afirmando que ele iria torná-lo mais glorioso do que Escauro ("de tornozelo inchado") e Cátulo ("filhote de cão").
Neste período da história romana, ser considerado "culto" significava ser capaz de falar tanto o latim quanto grego. Cícero foi, portanto, educado nos ensinamentos dos antigos filósofos, poetas e historiadores gregos. Cícero obteve muito de sua compreensão sobre a teoria e prática da retórica do poeta grego Árquias e utilizou este conhecimento para traduzir muitos dos conceitos da filosofia grega para o latim, tornando-as disponíveis para uma audiência muito maior. Foi precisamente esta educação ampla que abriu-lhe as portas da tradicional elite romana.
Segundo Plutarco, Cícero era um estudante extremamente talentoso, cuja erudição atraía a atenção de todos em Roma, o que permitiu que ele estudasse o direito romano sob Quinto Múcio Cévola Áugure, um dos maiores juristas da época. Os colegas de estudo de Cícero foram Caio Mário, o Jovem, Sérvio Sulpício Rufo (que também se tornou um advogado famoso e um dos poucos que o próprio Cícero considerava superior a si mesmo em assuntos legais) e Tito Pompônio. Estes dois últimos e Cícero tornaram-se amigos pela vida toda e Tito Pompônio — que depois receberia o cognome "Ático", cuja irmã casou-se com Quinto, o irmão de Cícero — tornar-se-ia, nas palavras do próprio Cícero, "como um segundo irmão" com quem manteve uma correspondência até o final da vida.
Cícero desejava perseguir uma carreira na política seguindo os passos do cursus honorum. Em 90-88 a.C., Cícero serviu tanto Pompeu Estrabão quanto Sula em suas campanhas na Guerra Social, embora ele não tivesse nenhum pendor pela vida militar por ser um intelectual em primeiro lugar. Cícero começou sua carreira como advogado por volta de 83-81 a.C. Seu primeiro grande caso, do qual um registro literário ainda existe, foi sua defesa, em 80 a.C., de Sexto Róscio numa acusação de patricídio. Aceitar este caso foi um movimento corajoso para Cícero, pois o patricídio era considerado um crime hediondo e as pessoas a quem Cícero estava acusando de homicídio, o mais famoso deles Lúcio Cornélio Crisógono, eram favoritos de Sula. Nesta época, teria sido muito fácil para Sula mandar assassinar o desconhecido Cícero, cuja defesa foi um desafio indireto ao ditador. Por conta de sua poderosa defesa, Róscio foi inocentado.

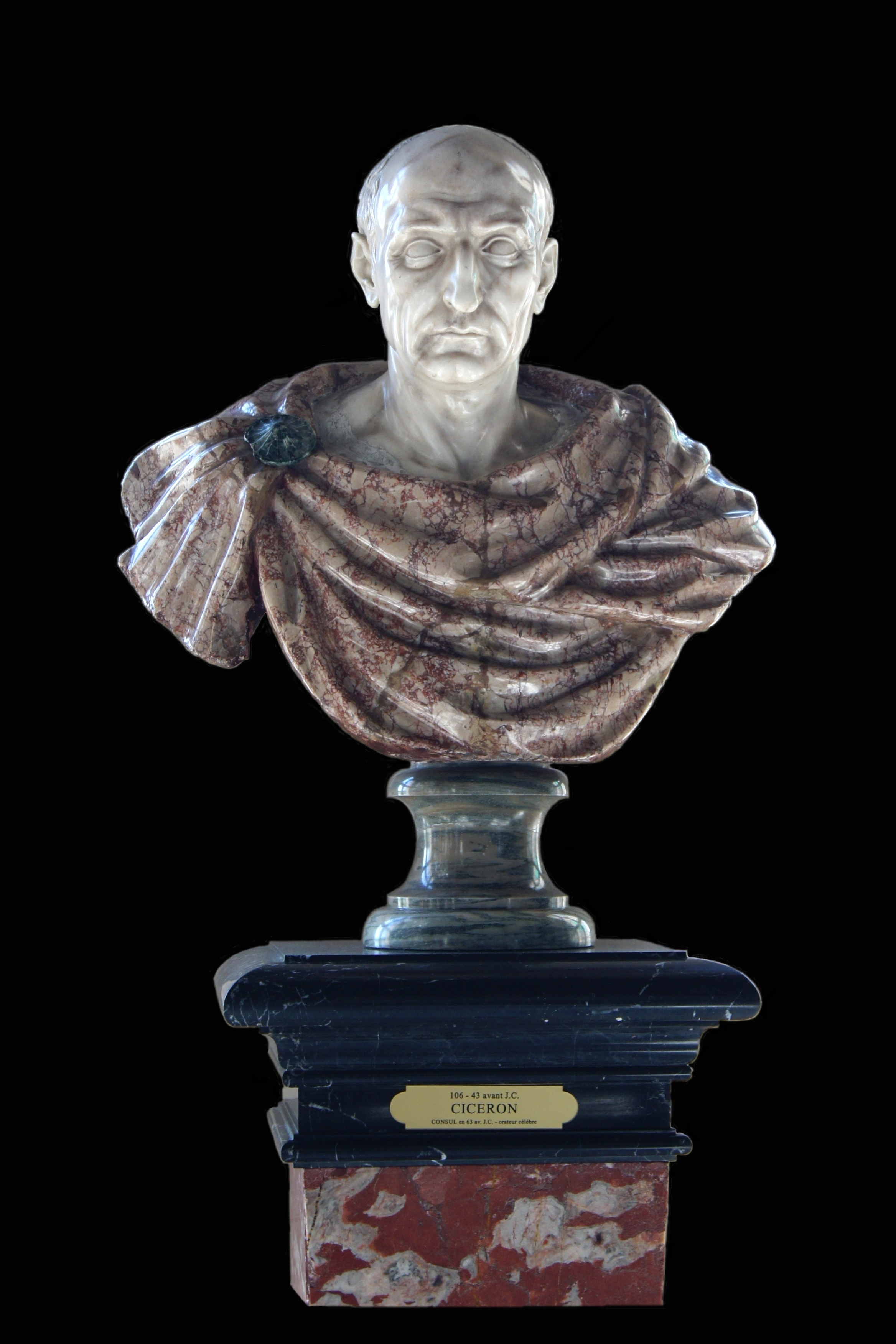
Cícero.
Busto em mármore do século XVII. Preservado no Château de Vaux-le-Vicomte, França

O caso de Cícero foi dividido em três partes. A primeira parte detalhou exatamente a acusação feita por Erício. Cícero explicou como um rústico filho de um fazendeiro, que vive das benesses de suas próprias terras, não teria nada a ganhar cometendo patricídio, pois ele certamente herdaria as terras depois da morte de seu pai. A segunda parte fez referência à empáfia e à ganância de dois dos acusadores, Magno e Capitão. Cícero contou ao júri que eles seriam os prováveis assassinos por serem ambos gananciosos, tanto por conspirarem juntos contra um concidadão, e Magno, por sua empáfia e por não ter vergonha de aparecer na corte para realizar falsas acusações. A terceira parte explicou que Crisógono tinha imenso poder político e a acusação só teve sucesso por causa deste poder. Mesmo que Crisógono não tenha sido quem Cícero afirmou que ele era, Cícero, por meio de sua poderosa retórica, com sucesso, fez com que ele parecesse ser um liberto estrangeiro malicioso o suficiente para aproveitar-se do resultado da guerra civil para prosperar. Cícero concluiu que isto revelava que tipo de pessoa ele era e que algo como um assassinato não era impossível para Crisógono.
Em 79 a.C., Cícero partiu para a Grécia, Ásia e Rodes, provavelmente para evitar possível vingança de Sula. Traçando um caminho intermediário entre os estilos ático e asiático, que competiam entre, Cícero finalmente seria considerado segundo apenas a Demóstenes entre os oradores históricos.
O interesse de Cícero em filosofia apareceu fortemente em sua carreira final e levou-o a criar um relato bastante completo da filosofia grega para uma audiência romana, incluindo a criação de um vocabulário filosófico em latim. Em 87 a.C., Filon de Larissa, o diretor da Academia fundada por Platão em Atenas cerca de 300 anos antes, chegou em Roma. Cícero, "inspirado por um zelo extraordinário pela filosofia", sentou-se de forma entusiástica aos seus pés e aprendeu o que pôde da filosofia platônica. Depois, afirmaria, sobre os "Diálogos", de Platão, que se Zeus fosse falar, esta seria a sua linguagem.

### Família
Cícero casou-se com Terência, provavelmente aos 27 anos de idade, em 79 a.C. Segundo as tradições morais da classe superior romana da época, este foi um casamento de conveniência, mas perdurou, de forma harmoniosa, por cerca de 30 anos. A família dela era rica, provavelmente a casa nobre plebeia dos Terêncios Varrões, o que se encaixava bem com as ambições políticas de Cícero, tanto em termos econômicos quanto sociais. Ela tinha uma meia irmã chamada Fábia, que ainda criança, tornou-se uma virgem vestal, uma honra muito grande. Terência era uma mulher de vontade forte e, segundo Plutarco, "ela demonstrou mais interesse na carreira política do marido do que ela permitiu que ele interferisse nos assuntos domésticos".
Na década de 50 a.C., as cartas de Cícero a Terência tornaram-se mais curtas e mais frias. Ele reclamava aos amigos que ela o teria traído, mas não especificou em que sentido. Provavelmente, o casamento simplesmente não pôde resistir à tensão das revoltas políticas em Roma, o envolvimento de Cícero nelas e várias outras disputas entre os dois. O divórcio parece ter ocorrido em 51 a.C. ou pouco antes. Em 46 ou 45 a.C. Cícero casou-se então com uma jovem, Publília, que havia sido sua pupila. Acredita-se que Cícero precisava do dinheiro dela, especialmente por ter que devolver o dote de Terência. Este casamento não durou muito.
Embora o casamento com Terência tenha sido de conveniência, acredita-se amplamente que Cícero gostava especialmente da filha deles, Túlia Cícera. Quando ela ficou doente, em fevereiro de 45 a.C., e morreu depois de ter aparentemente se recuperado do parto de seu filho em janeiro, Cícero ficou arrasado. "Perdi a única coisa que me prendia à vida", ele escreveu a Ático. Ático pediu-lhe que Cícero fosse visitá-lo durante as primeiras semanas de seu luto para que recebesse conforto no pior momento de sua dor. Na gigantesca biblioteca de Ático, Cícero leu tudo que os filósofos gregos haviam escrito sobre a superação do luto, "mas minha tristeza supera qualquer consolo". César, Bruto e Rufo enviaram-lhe cartas de condolências.
Cícero esperava que seu filho se tornasse um filósofo como ele, mas Cícero, o Jovem, preferia a carreira militar. Ele juntou-se ao exército de Pompeu em 49 a.C. e, depois da derrota dos republicanos na Batalha de Farsalos, em 48 a.C., César o perdoou. Cícero o enviou a Atenas para estudar como discípulo do filósofo peripatético Crátipo de Pérgamo em 48 a.C., mas ele próprio se aproveitou do fato de estar distante dos "olhos vigilantes de seu pai" para "comer, beber e ser feliz". Depois do assassinato de Cícero, seu filho se juntou ao exército dos liberatores, mas foi, mais uma vez, perdoado, desta vez por Otaviano (o futuro imperador Augusto). O remorso de Otaviano por não ter se oposto à colocação de Cícero na lista de proscritos durante o Segundo Triunvirato levou-o a ajudar consideravelmente a carreira do filho dele. Cícero, o Jovem, tornou-se áugure e foi nomeado cônsul em 30 a.C. junto com o próprio Otaviano. Na função, o destino quis que ele fosse o responsável por revogar todas as honras dedicadas a Marco Antônio, o principal artífice da proscrição de seu pai. Posteriormente, ele atuou como procônsul da Síria e da Ásia.

## Carreira pública

### Primeiros anos

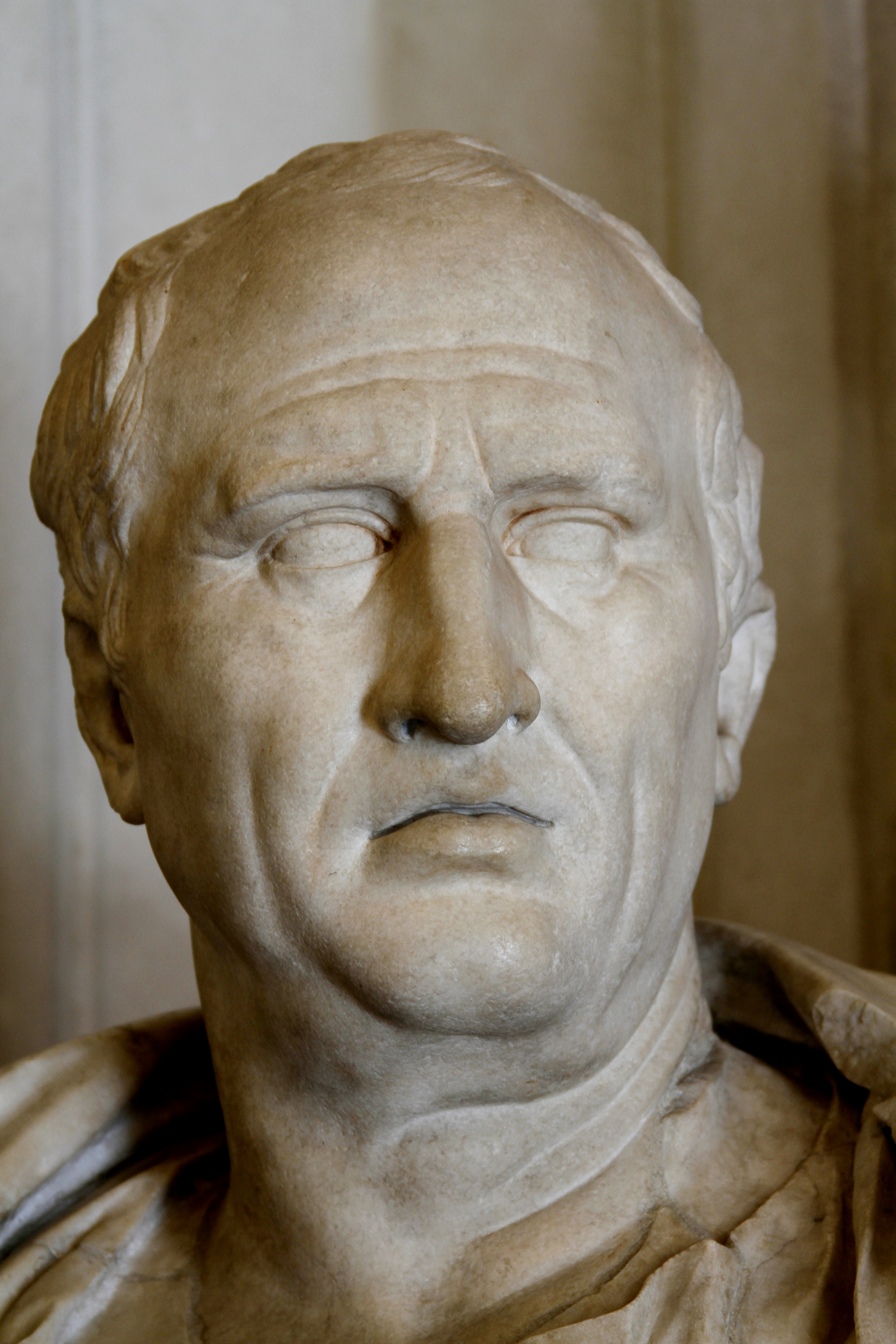
Busto de Cícero nos Museus Capitolinos, em Roma

Seu primeiro cargo na magistratura romana foi o de um dos vinte questores anuais, um posto de "treinamento" considerado pré-requisito para o avanço para uma posição mais séria na administração pública numa diversidade de áreas, mas com uma tradicional ênfase na administração e na contabilização rigorosa das verbas públicas sob o acompanhamento de um magistrado mais sênior ou governador provincial. Cícero serviu na Sicília, em 75 a.C., e demonstrou honestidade e integridade na lida com os seus habitantes. Como resultado, os agradecidos sicilianos pediram que Cícero processasse Caio Verres, um governador da Sicília, que havia saqueado duramente a província. O processo resultante foi um grande sucesso para Cícero. Caio Verres contratou o proeminente advogado de uma família nobre, Quinto Hortênsio Hórtalo. Depois de um longo período na Sicília coletando testemunhos e evidências e persuadindo testemunhas a se apresentarem, Cícero retornou a Roma e venceu o caso numa série de dramáticas batalhas na corte. Seu estilo único de oratória o destacou perante o extravagante Hortênsio. Depois da conclusão deste caso, Cícero passou a ser considerado o maior orador de Roma. O ponto de vista de que Cícero pode ter aceitado este caso por razões pessoais é possível. Hortênsio já era, nesta época, conhecido como o melhor advogado de Roma e derrotá-lo garantiria o sucesso e o prestígio que Cícero precisava para avançar sua carreira. A habilidade oratória de Cícero aparece de forma clara no assassinato da reputação de Verres e em várias outras técnicas de persuasão utilizadas sobre o júri. Um exemplo pode ser encontrado no discurso "In Verrem", no qual ele diz "…com os senhores neste banco, senhores, com Mânio Acílio Glabrião como vosso presidente, não compreendo o que Verres espera conseguir". A oratória era considerada a grande arte na Roma Antiga e uma importante ferramenta para a disseminação do conhecimento e a promoção pessoal nas eleições, em parte por não existirem jornais ou mídia de massa regulares. Cícero não era nem patrício e nem plebeu e sua ascensão política, apesar de sua origem relativamente humilde, tem sido tradicionalmente atribuída ao seu brilhantismo como orador.
Cícero cresceu numa época de revoltas civis e guerra. A vitória de Sula na primeira de uma série de guerras civis levaram a uma nova moldura constitucional que minou a "Libertas" ("liberdade"), o valor fundamental da República Romana. Ainda assim, as reformas de Sula reforçaram a posição da ordem equestre, contribuindo para o aumento do poder desta classe. Cícero era tanto um equestre italiano quanto um homem novo, mas, mais importante, era um constitucionalista romano. Sua classe social e sua lealdade à República asseguraram que ele iria "conseguir o apoio e a confiança do povo e também das classes médias italianas". A facção dos optimates nunca aceitaram plenamente Cícero, o que minou seus esforços para reformar a República tentando manter a constituição. Apesar disto, Cícero conseguiu avançar no cursus honorum, assumindo cada uma das magistraturas na ou perto da idade mínima possível: questor em 75 a.C. (31 anos), edil em 69 a.C. (37 anos) e pretor em 66 a.C. (40 anos), servindo como presidente da corte de "reclamações". Finalmente, Cícero foi eleito cônsul em 63 a.C., aos 43 anos de idade.

### Cônsul

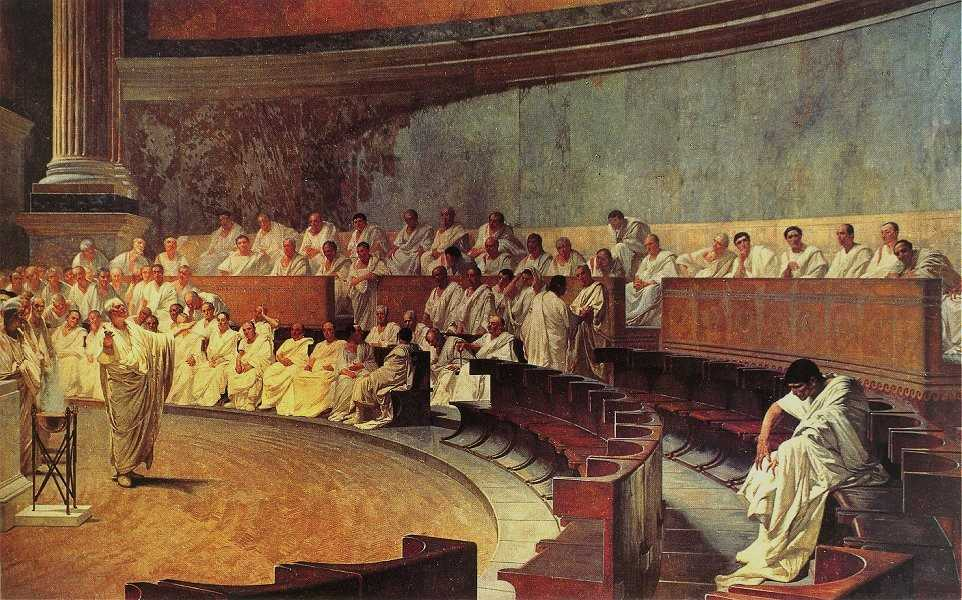
"Cícero denuncia Catilina". Quando foi cônsul, Cícero foi responsável por desmantelar a Segunda Conspiração de Catilina, executando sumariamente seus líderes, uma decisão que resultaria em seu exílio anos depois.
1889. Afresco de Cesare Maccari no Palazzo Madama, em Roma.

Cícero foi eleito cônsul para o ano de 63 a.C. com Caio Antônio Híbrida, que teve um papel secundário. Durante seu mandato, Cícero desmantelou uma conspiração cujo objetivo era assassiná-lo e derrubar a República Romana com a ajuda de forças armadas estrangeiras, liderada por Lúcio Sérgio Catilina. Cícero obteve um senatus consultum ultimum e expulsou Catilina da cidade depois de quatro veementes discursos, conhecidos como Catilinárias, que, até hoje, são considerados como exemplos máximos de seu estilo retórico. As Catilinárias listaram as chicanas de Catilina e de seus seguidores e denunciaram seus senadores simpatizantes como devedores maliciosos e teimosos que dependiam de Catilina como uma esperança final desesperada. Cícero exigiu que todos deixassem a cidade. No final de seu primeiro discurso, Catilina rapidamente deixou o Senado (que, na época, se reunia no Templo de Júpiter Estator). Em seus discursos seguintes, Cícero não endereçou diretamente Catilina. Cícero então proferiu o segundo e o terceiro discursos perante o povo e o Senado e o último, novamente, perante o Senado. Com as "Catilinárias", Cícero queria preparar o Senado para o pior caso possível e apresentou, adicionalmente, mais evidências contra Catilina.
Catilina fugiu e deixou para trás seus seguidores, cujo objetivo era provocar a revolta em Roma, enquanto ele tentava atacar a cidade com um exército de "falidos morais e fanáticos honestos". Catilina tentou envolver os alóbroges, uma tribo da Gália Transalpina, no complô, mas Cícero, trabalhando com os gauleses, conseguiu interceptar cartas que incriminavam os cinco conspiradores e os obrigaram a confessar seus crimes perante o Senado.
O Senado então decidiu sobre a punição dos conspiradores. Como era o principal corpo de apoio das várias assembleias legislativas e não um corpo jurídico, havia limites para o seu poder; porém, o senatus consultum ultimum ainda estava vigendo e, temia-se, que a simples prisão domiciliar ou o exílio — as opções padrão — não seriam suficientes. A princípio, Décimo Silano pediu a "penalidade extrema"; muitos foram convencidos por Júlio César, que descartou o precedente que seria criado e defendeu a pena de prisão perpétua em variadas cidades italianas. Catão, o Jovem, então se insurgiu a favor da pena de morte e todos no Senado finalmente concordaram com ele. Cícero levou os conspiradores até o Tuliano, a notória prisão romana, onde foram todos estrangulados. O próprio Cícero acompanhou o antigo cônsul Públio Cornélio Lêntulo Sura, um dos conspiradores, até lá. Cícero recebeu o honorífico de "Pater Patriae" pelos seus esforços para suprimir a conspiração, mas viveu o resto da vida com medo de um processo ou do exílio por ter condenado cidadãos romanos sem consentimento prévio de um tribunal responsável.
Depois que os conspiradores foram executados, Cícero estava orgulhoso de suas realizações. Alguns inimigos políticos argumentaram que o ato, pela voz de Cícero, ganhou popularidade, exagerando seu próprio sucesso. Ele cometeria o mesmo erro novamente anos depois, quando voltou a Roma depois de seu exílio. Neste período, Cícero alegou a República seria restaurada com ele.

### Exílio e retorno
Em 60 a.C., Júlio César, convidou Cícero para ser o quarto membro de sua parceria com Pompeu e Crasso, uma aliança que seria finalmente chamada de Primeiro Triunvirato. Cícero recusou o convite pois suspeitava que o objetivo dos três era minar as instituições republicanas.

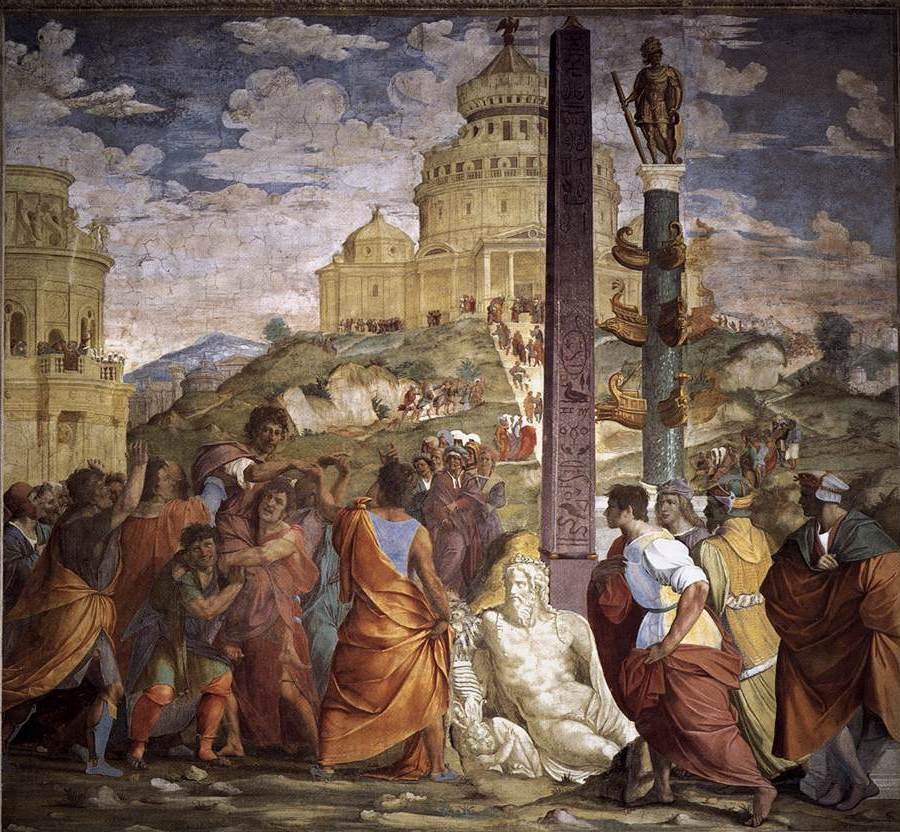
"Retorno de Cícero do Exílio". Processado por Públio Clódio Pulcro, Cícero foi forçado a se exilar. Quando retornou, logo depois do assassinato de Clódio, foi aclamado pela plebe, que o idolatrava.
c. 1520. Afresco de Franciabigio na Villa Medicea di Poggio a Caiano.

Dois anos mais tarde, o tribuno da plebe Públio Clódio Pulcro introduziu leis ("Leges Clodiae") ameaçando com o exílio qualquer um que tenha executado um cidadão romano sem o devido processo legal. Cícero, tendo executado os membros da Segunda Conspiração de Catilina quatro anos antes sem julgamento e um adversário público de Clódio, era claramente o alvo da lei. Cícero argumentou que o senatus consultum ultimum o isentava de qualquer culpa ou punição e Cícero tentou angariar o apoio dos senadores e cônsules, especialmente de Pompeu. Quando percebeu que não conseguiria, ele próprio seguiu para o exílio. Chegando em Tessalônica em 23 de maio de 58 a.C. Este exílio fez com que Cícero caísse numa profunda depressão, como se percebe em sua correspondência com Ático: "Seus pedidos evitaram que eu cometesse o suicídio. Mas o que restou pelo qual viver? Não me culpe por reclamar. Minhas aflições superam quaisquer outras que já ouvi antes". Depois da intervenção dos recém-eleitos tribunos Tito Ânio Milão, o Senado votou a favor de reconvocar Cícero do exílio. Clódio lançou o único voto contra o decreto. Cícero retornou para a Itália em 5 de agosto de 57 a.C., desembarcando em Brundísio, onde foi recepcionado por uma multidão entusiasmada e, para seu imenso agrado, por sua querida filha, Túlia.
Cícero tentou reentrar na política, mas seu ataque a uma lei de César fracassou. A Conferência de Luca, em 56 a.C., forçou Cícero a abjurar sua posição e a apoiar o Triunvirato. Depois disto, Cícero, acovardado, concentrou-se em suas obras literárias. É incerto se ele chegou a se envolver diretamente na política nos anos seguintes. Relutantemente, aceitou o governo proconsular da Cilícia em 51 a.C., principalmente pela falta de outros candidatos elegíveis por conta de um novo requisito legislativo imposto por Pompeu em 52 a.C., que especificava um intervalo de cinco anos entre um consulado ou pretorado e um comando provincial. Cícero então serviu como procônsul da Cilícia entre maio de 51 até novembro de 50 a.C. Acompanhado por seu irmão, Quinto, atuando como seu legado, Cícero foi poupado de ações militares por conta de conflitos internos entre os partas, mas, ainda assim, foi aclamado imperator por suas tropas por tomar uma fortaleza nas montanhas e derrotar os últimos cilícios independentes.

### Guerra civil de Júlio César
O conflito entre Pompeu e Júlio César se intensificou em 50 a.C. Cícero favoreceu Pompeu, pois via-o como um defensor do Senado Romano e da tradição republicana, mas, na época, já evitava confrontar publicamente César. Quando ele invadiu a Itália, em 49 a.C., Cícero, assim como muitos outros senadores romanos, deixou a capital. César, tentando conseguir alguma legitimidade pelo endosso de um senador sênior, tentou agraciar Cícero, mas, ainda assim, ele conseguiu chegar em Dirráquio, na Ilíria, onde estava o grupo de Pompeu. Cícero viajou com as forças pompeianas até Farsalos, em 48 a.C., mesmo tendo rapidamente perdido a fé na competência e na justiça da causa dos pompeianos. Finalmente, Cícero conseguiu irritar seu colega Catão, o Jovem, que afirmou-lhe que ele teria sido mais útil à causa dos optimates se tivesse ficado em Roma. Depois da vitória de César na Batalha de Farsalos, Cícero voltou para Roma muito cautelosamente. César perdoou-o e Cícero tentou ajustar-se à situação e manter seu trabalho político, esperando que César revivesse a República e suas instituições.
Numa carta a Varrão por volta de 20 de abril de 46 a.C., Cícero revelou sua estratégia sob a ditadura de César. Cícero, porém, foi completamente surpreendido quando os liberatores assassinaram César nos idos de março de 44 a.C. Ele não fazia parte da conspiração, mas os conspiradores estavam seguros de seu apoio ou simpatia. Marco Júnio Bruto chamou seu nome, pedindo-lhe que restaurasse a República quando retirasse a adaga ensanguentada depois do assassinato. Uma carta escrita por Cícero em fevereiro de 43 a.C. a Trebônio, um dos conspiradores, começava assim: "Como eu desejava que tivesses me convidado para aquele gloriosíssimo banquete nos idos de março!". Cícero tornou-se um líder popular no período de instabilidade que se seguiu ao assassinato. Ele não tinha respeito algum por Marco Antônio, que estava conspirando para se vingar dos assassinos de César. Em troca de anistia para eles, Antônio conseguiu que o Senado concordasse em não declarar César um tirano, o que permitiu que os cesarianos tivessem suporte legal e mantivessem as reformas e políticas de César intactas.

### Oposição a Marco Antônio e morte

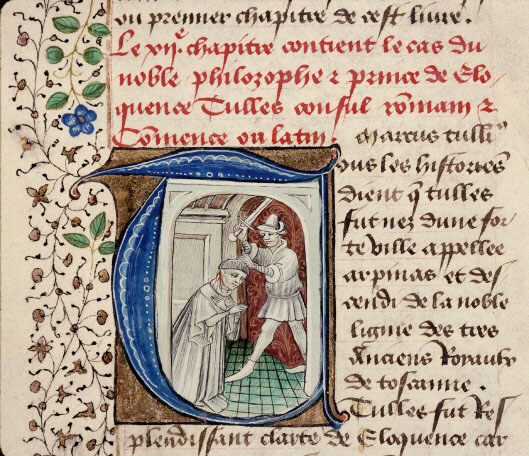
"Assassinato de Cícero". Cícero foi morto por ordem de Marco Antônio apesar da objeção de Otaviano. Seu executor foi o centurião Herênio.
Séc. XV. Iluminura em "Les cas des nobles hommes et femmes", manuscrito preservado em Ruão, França.

Cícero e Antônio tornaram-se os dois principais políticos em Roma — Cícero na posição de voz do Senado; Antônio como cônsul, líder dos cesarianos e executor não oficial do testamento público de César. As relações entre os dois, jamais amigáveis, pioraram depois que Cícero ter acusado Antônio de estar tomando certas liberdades indevidas na interpretação dos desejos e intenções de César. Otaviano era o filho adotivo de César e seu herdeiro; depois que ele retornou para a Itália, Cícero tentou jogá-lo contra Antônio. Ele elogiava Otaviano, declarando que ele cometeria os mesmos erros de seu pai. Ele atacou Antônio numa série de discursos conhecidos como "Filípicas" (em latim: "Philippicae"), uma referência às denúncias de Demóstenes, considerado o maior orador da antiguidade, contra Filipe II da Macedônia. Na época, a popularidade de Cícero não tinha rivais entre o povo romano.
Cícero apoiou Décimo Júnio Bruto Albino como governador da Gália Cisalpina e urgiu o Senado para que nomeasse Antônio como inimigo público. Porém, o discurso de Lúcio Pisão, sogro de César, atrasou a decisão. Antônio só foi declarado inimigo do estado mais tarde, quando se recusou a abandonar o cerco de Mutina, a capital de Décimo Bruto. O plano de Cícero fracassou quando Antônio e Otaviano se reconciliaram e se uniram a Lépido para formar o Segundo Triunvirato depois de duas batalhas seguidas, em Fórum dos Galos e Mutina. O triunvirato decidiu então começar a proscrever seus inimigos e potenciais rivais imediatamente depois de conseguirem transformar em lei a aliança, uma ditadura de fato que dava aos triúnviros poderes consulares (imperium). Cícero e todos os seus contatos e aliados estavam entre os que foram proscritos e, conta-se, Otaviano teria discutido por dois dias contra a decisão de Antônio de incluí-lo na lista.
Cícero foi um dos proscritos perseguidos de forma mais violenta e obstinada. Ele era muito popular e muitos não quiseram delatá-lo. Ele foi finalmente capturado em 7 de dezembro de 43 a.C. deixando sua villa em Fórmias numa liteira a caminho do litoral, onde embarcaria para um navio destinado à Macedônia. Quando seus assassinos — Herênio (um centurião) e Popílio (um tribuno) — chegaram, os próprios escravos de Cícero afirmaram desconhecer seu paradeiro, mas Cícero foi traído por Filólogo, um liberto de seu irmão, Quinto Cícero.
Consta que suas últimas palavras foram: "Não há nada adequado sobre o que está fazendo, soldado, mas tente me matar adequadamente". Ele se ajoelhou perante seus captores, inclinando sua cabeça para fora da liteira em um gesto gladiatorial destinado a facilitar a execução. Ao expor seu pescoço e garganta aos soldados, estava indicando que não resistiria. Segundo Plutarco, Herênio primeiro o matou e depois cortou sua cabeça. Por ordem de Antônio, suas mãos, que haviam escrito as "Filípicas" contra ele, foram cortadas também; elas e a cabeça foram pregadas na Rostra no Fórum Romano seguindo a tradição inaugurada por Mário e Sula, que também exibiam as cabeças de seus inimigos no Fórum. Contudo, Cícero foi a única vítima das proscrições do Segundo Triunvirato a sofrer esta humilhação. Segundo Dião Cássio, em uma história geralmente atribuída incorretamente a Plutarco, a esposa de Antônio, Fúlvia, pegou a cabeça de Cícero, arrancou sua língua e a espetou repetidas vezes com um grampo de cabelo, uma vingança final contra o poder da oratória do inimigo de seu marido.

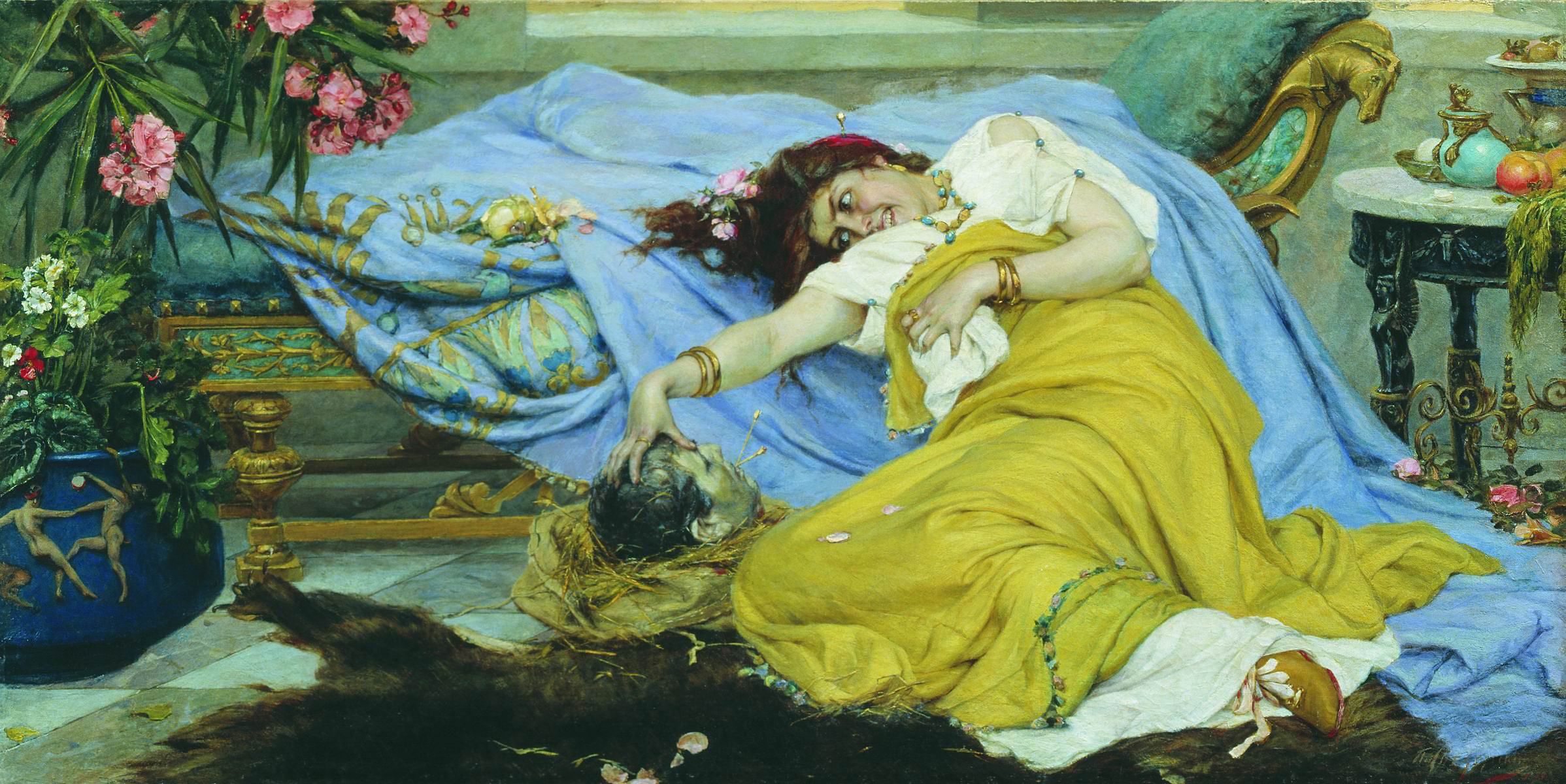
Fúlvia, a esposa de Marco Antônio, com a cabeça decapitada de Cícero, o grande inimigo de seu marido.
Séc. XIX, por Pavel Svedomsky (1849-1904).

O filho de Cícero, Cícero, o Jovem, durante seu consulado, em 30 a.C., vingou de certa forma a morte de seu pai ao anunciar ao Senado a derrota naval de Marco Antônio na Batalha de Ácio no ano anterior pelas mãos de Otaviano e de seu habilidoso comandante e amigo, Agripa.
Otaviano (o futuro imperador Augusto) aparece depois nas fontes elogiando Cícero como patriota e um acadêmico de grande importância para seus amigos e familiares. Porém, foi a sua própria concordância que permitiu que ele fosse morto.
A carreira de Cícero como estadista foi marcada por inconsistências e uma tendência de trocar de posição em resposta às mudanças no clima político vigente. Sua indecisão pode ser atribuída à sua personalidade sensível e impressionável; ele tendia a reagir de forma exagerada aos desafios políticos e privados. "Quem dera ele fosse capaz de suportar a prosperidade com mais auto-controle e a adversidade com mais firmeza!" escreveu Caio Asínio Polião, um estadista e historiador romano de sua época.

## Legado

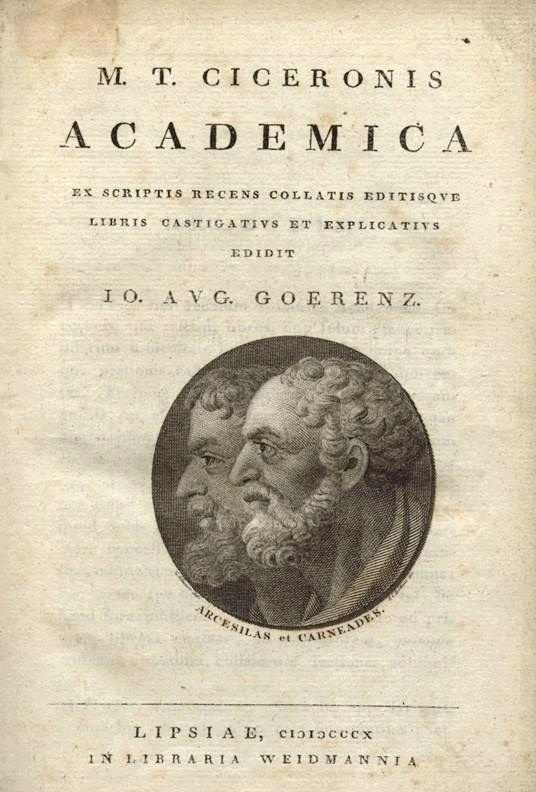
Frontispício de uma edição de 1810 de "Academica" ("Sobre o Ceticismo Acadêmico"), de Cícero

Tradicionalmente, Cícero é considerado o mestre da prosa latina. Quintiliano declarou que Cícero "não era o nome de um homem, mas da própria eloquência". Atribui-se a ele a transformação do latim, de uma língua modesta utilitária em um meio literário versátil capaz de expressar pensamentos complicados e abstratos com clareza. Júlio César elogiou as conquistas de Cícero dizendo que "é mais importante ter expandido muito as fronteiras do espírito ('ingenium') romano do que as fronteiras do Império Romano". Segundo John William Mackail, "a glória única e imortal de Cícero é que ele criou a língua do mundo civilizado e utilizou esta língua para criar um estilo que, por dezenove séculos, não foi substituído e, em alguns aspectos, sequer foi alterado".
Cícero foi também um escritor energético com um interesse em uma ampla variedade de temas, sempre em linha com as tradições filosóficas e retóricas helenísticas na qual ele fora treinado. A qualidade e o fácil acesso aos textos de Cícero ajudaram na distribuição ampla de sua obra e a inclusão dela nos currículos escolares, como revela um divertido graffiti em Pompeia, que admoesta: "Gostarás de Cícero ou serás castigado". Cícero era muito admirado também pelos Padres da Igreja, como Santo Agostinho, que creditou à obra perdida "Hortênsio" a sua conversão final ao cristianismo e São Jerônimo, que teve uma fervorosa visão na qual ele era acusado de ser "seguidor de Cícero e não de Cristo" perante um juízo.
Esta influência aumentou ainda mais depois da Alta Idade Média na Europa, pois suas obras sobreviveram mais do as que de qualquer outro autor latino. Filósofos medievais foram influenciados pelas obras de Cícero sobre direito natural. A redescoberta das cartas de Cícero por Petrarca impulsionou novas buscas por obras em grego antigo e latim espalhadas pelos mosteiros europeus e a subsequente redescoberta da Antiguidade Clássica levou ao Renascimento. Logo depois, Cícero tornou-se um sinônimo do latim clássico de tal maneira que diversos estudiosos humanistas passaram a afirmar que nenhuma palavra ou frase latina poderia ser utilizada se não pudesse ser encontrada nas obras dele, uma posição criticada por Erasmo de Roterdã. Sua volumosa correspondência, a maior parte da qual direcionada para seu amigo Ático, foi especialmente influente, introduzindo a arte da escrita refinada de epístolas na cultura europeia. Cornélio Nepos, o biógrafo do século I a.C. de Ático, lembrou que as cartas de Cícero continham tamanha riqueza de detalhes "sobre as inclinações de homens importantes, os fracassos de generais e as revoluções no governo" que o leitor delas sentia pouca necessidade de uma história do período.
Entre os admiradores de Cícero estavam Erasmo, Martinho Lutero e John Locke. Depois da invenção da prensa móvel por Gutenberg, "De Officiis" foi o segundo livro impresso na Europa depois da Bíblia de Gutenberg. Estudiosos destacaram a influência de Cícero no renascimento da tolerância religiosa no século XVII.
Enquanto Cícero, o humanista, influenciou profundamente a cultura do Renascimento, Cícero, o republicano, inspirou os pais fundadores dos Estados Unidos e os revolucionários da Revolução Francesa. John Adams disse sobre ele: "[Como] Todas as idades do mundo não produziram um estadista e filósofo ao mesmo tempo maior do que Cícero, sua autoridade deve ter peso maior". Thomas Jefferson cita Cícero como uma das poucas figuras que contribuíram para uma tradição do "direito público" que serviu de fonte para seu rascunho da Declaração de Independência e deu forma à compreensão norte-americana da base no "senso do comum" para o direito de revolução. Camille Desmoulins afirmou que os republicanos franceses, em 1789, eram "principalmente jovens que, estimulados pela leitura de Cícero na escola, tornaram-se apaixonados entusiastas da liberdade".
Jim Powell começa seu livro sobre a história da liberdade assim: "Marco Túlio Cícero expressou os princípios que tornaram-se a fundação da liberdade no mundo moderno".
Da mesma forma, nenhuma outra figura da antiguidade inspirou tanta crítica, por vezes venenosa, quanto Cícero, especialmente entre os críticos mais modernos. Seu compromisso com os valores da República acomodava um ódio aos pobres e uma persistente oposição aos advogados e aos mecanismos de representação popular. Friedrich Engels referia-se a ele como o "canalha mais desprezível da história" por defender uma "democracia" republicana enquanto, ao mesmo tempo, denunciava reformas agrárias e sociais. Cícero também enfrentou críticas por exagerar as qualidades democráticas da República Romana e por defender uma oligarquia contra as reformas populares de César. Michael Parenti admite as habilidades de Cícero como orador, mas considera-o uma personalidade vaidosa, pomposa e hipócrita que, quando lhe era vantajoso, podia mostrar apoio público para causas populares que detestava em privado. Parenti relata o processo de Cícero na Segunda Conspiração de Catilina como legalmente falho, para dizer o mínimo, e possivelmente ilegal.
Cícero também teve influência sobre a astronomia. Copérnico, buscando por fontes antigas para o movimento da Terra, afirmou que "primeiro… encontrou em Cícero que Hicetas havia proposto que a Terra se movia".

## Obras
Cícero foi declarado um pagão justo pela Igreja antiga e, por isso, suas obras foram consideradas dignas de serem preservadas. Os bogomilos consideravam-no como um dos poucos santos pagãos. Escritores cristãos romanos e medievais citaram sem ressalvas "De re publica" e "De Legibus" e muitas de suas obras foram recriadas a partir destas citações fragmentárias. Cícero articulou também uma primeira conceituação de direitos, primitiva e abstrata, baseada nas leis e nos costumes antigos. Das obras de Cícero, seis sobre retórica sobreviveram, além de partes de outras oito em filosofia. De seus discursos, 88 foram citados, mas sobreviveram apenas 58.

### Discursos
- (81 a.C.) Pro Quinctio ("Em Defesa de Quíncio")
- (80 a.C.) Pro Roscio Amerino ("Em Defesa de Róscio de Améria")
- (70 a.C.) In Verrem ("Contra Verres")
- (69 a.C.) Pro Fonteio ("Em Defesa de Fonteio")
- (69 a.C.) Pro Caecina ("Em Defesa de Cecina")
- (66 a.C.) Pro Cluentio ("Em Defesa de Cluêncio")
- (66 a.C.) De Imperio Gnaei Pompei ou De Lege Manilia ("Sob o Comando de Cneu Pompeu")
- (63 a.C.) De Lege Agraria ("Sobre as Leis Agrárias", propostas por Servílio Rulo
- (63 a.C.) In Catilinam ("Contra Catilina", conhecidas em português como "Catilinárias")
- (63 a.C.) Pro Rabirio Perduellionis Reo ("Em Defesa de Rabírio")
- (62 a.C.) Pro Sulla ("Em Defesa de Sula")
- (62 a.C.) Pro Archia Poeta ("Em Defesa de Árquias, o Poeta")
- (59 a.C. Pro Flacco ("Em Defesa de Flaco")
- (57 a.C.) Post Reditum in Senatu ("Discurso ao Senado Depois de sua Volta")
- (57 a.C.) Post Reditum ad Quirites ("Discurso ao Povo Depois de sua Volta")
- (57 a.C.) De Domo Sua ("Sobre sua Casa")
- (57 a.C.) De Haruspicum Responsis ("Sobre a Resposta aos Arúspices")
- (56 a.C.) Pro Sestio ("Em Defesa de Sêxtio")
- (56 a.C.) In Vatinium ("Interrogatório de Vacínio")
- (56 a.C.) Pro Caelio ("Em Defesa de Célio")
- (56 a.C.) De Provinciis Consularibus ("Sobre as Províncias Consulares")
- (56 a.C.) Pro Balbo ("Em Defesa de Balbo")
- (55 a.C.) In Pisonem ("Contra Pisão")
- (54 a.C.) Pro Rabirio Postumo ("Em Defesa de Rabírio Póstumo")
- (52 a.C.) Pro Milone ("Em Defesa de Milão")
- (46 a.C.) Pro Marcello ("Em Defesa de Marcelo")
- (46 a.C.) Pro Ligario ("Em Defesa de Ligário")
- (45 a.C.) Pro Deiotaro ("Em Defesa do rei Deiotaro")
- (44–43 a.C.) Philippicae ("Filípicas", contra Marco Antônio)[90]

### Tratados
- (55 a.C.) De Oratore ad Quintum fratrem libri tres ("Sobre o Orador, três livros para seu irmão Quinto")
- (51 a.C.) De Re Publica ("Sobre a República") - O Sonho de Cipião (fragmento final)
- (?? a.C.) De Legibus ("Sobre as Leis")
- (46 a.C.) Brutus ("Bruto")
- (46 a.C.) Orator ("Orador")
- (45 a.C.) Hortensius (um obra sobre filosofia)
- (45 a.C.) Consolatio (sobre o luto e a consolação)
- (45 a.C.) Academica ("Sobre o Ceticismo Acadêmico")
- (45 a.C.) De Finibus Bonorum et Malorum ("Sobre a Finalidade do Bem e do Mal" ou "Sobre a Finalidade Moral",[91] um livro sobre ética)[92]
- (45 a.C.) Tusculanae Quaestiones ("Discussões Tusculanas")
- (45 a.C.) De Natura Deorum ("Sobre a Natureza dos Deuses")
- (44 a.C.) Topica ("Tópicos")
- (44 a.C.) De Divinatione ("Sobre a Adivinhação")
- (44 a.C.) De Fato ("Sobre o Destino")
- (44 a.C.) De Amicitia ("Sobre a Amizade")
- (44 a.C.) Cato Maior de Senectute ("Catão, o Velho, Idoso")
- (44 a.C.) Laelius de Amicitia ("Lélio sobre a Amizade")
- (44 a.C.) De Gloria ("Sobre a Glória")
- (44 a.C.) De Officiis ("Sobre os Deveres")

### Cartas
As Cartas de Cícero, trocadas com uma variedade enorme de figuras públicas e privadas, são consideradas como uma das mais confiáveis fontes de informação sobre pessoas e eventos relacionados à queda da República Romana. Apesar de trinta e sete livros de cartas de Cícero terem sobrevivido, outros trinta e cinco foram citados em fontes históricas e são considerados "perdidos" atualmente. Entre estes, cartas a César, Pompeu, Otaviano e a Marco, seu filho.
- Epistulae ad Atticum ("Cartas a Ático"; 68–43 a.C.)
- Epistulae ad Brutum ("Cartas a Bruto"; 43 a.C.)
- Epistulae ad Familiares ("Cartas a Amigos"; 62–43 a.C.)
- Epistulae ad Quintum Fratrem ("Cartas ao irmão Quinto"; 60/59–54 a.C.)

## Retratos ficcionais
Cícero aparece como um personagem menor na peça "Júlio César" de William Shakespeare. No cinema, Cícero foi representado pelo ator britânico Alan Napier no filme de 1953 "Julius Caesar", baseado nesta mesma peça. Diversos outros famosos atores, como Michael Hordern (em "Cleopatra", de 1963) e André Morell (em "Julius Caesar", de 1970). Mais recentemente, Cícero foi interpretado por David Bamber na série televisiva Roma (2005–2007), da HBO, aparecendo em todas as temporadas.